# Euglossa cosmodora
Euglossa cosmodora is een vliesvleugelig insect uit de familie bijen en hommels (Apidae). De wetenschappelijke naam van de soort is voor het eerst geldig gepubliceerd in 2007 door Hinojosa-Díaz & Engel.
De soort komt voor in Peru en Bolivia.